# 18634 Champigneulles
18634 Champigneulles è un asteroide della fascia principale. Scoperto nel 1998, presenta un'orbita caratterizzata da un semiasse maggiore pari a 2,6677115 UA e da un'eccentricità di 0,0903486, inclinata di 14,35959° rispetto all'eclittica.